# Nederländernas friluftsmuseum

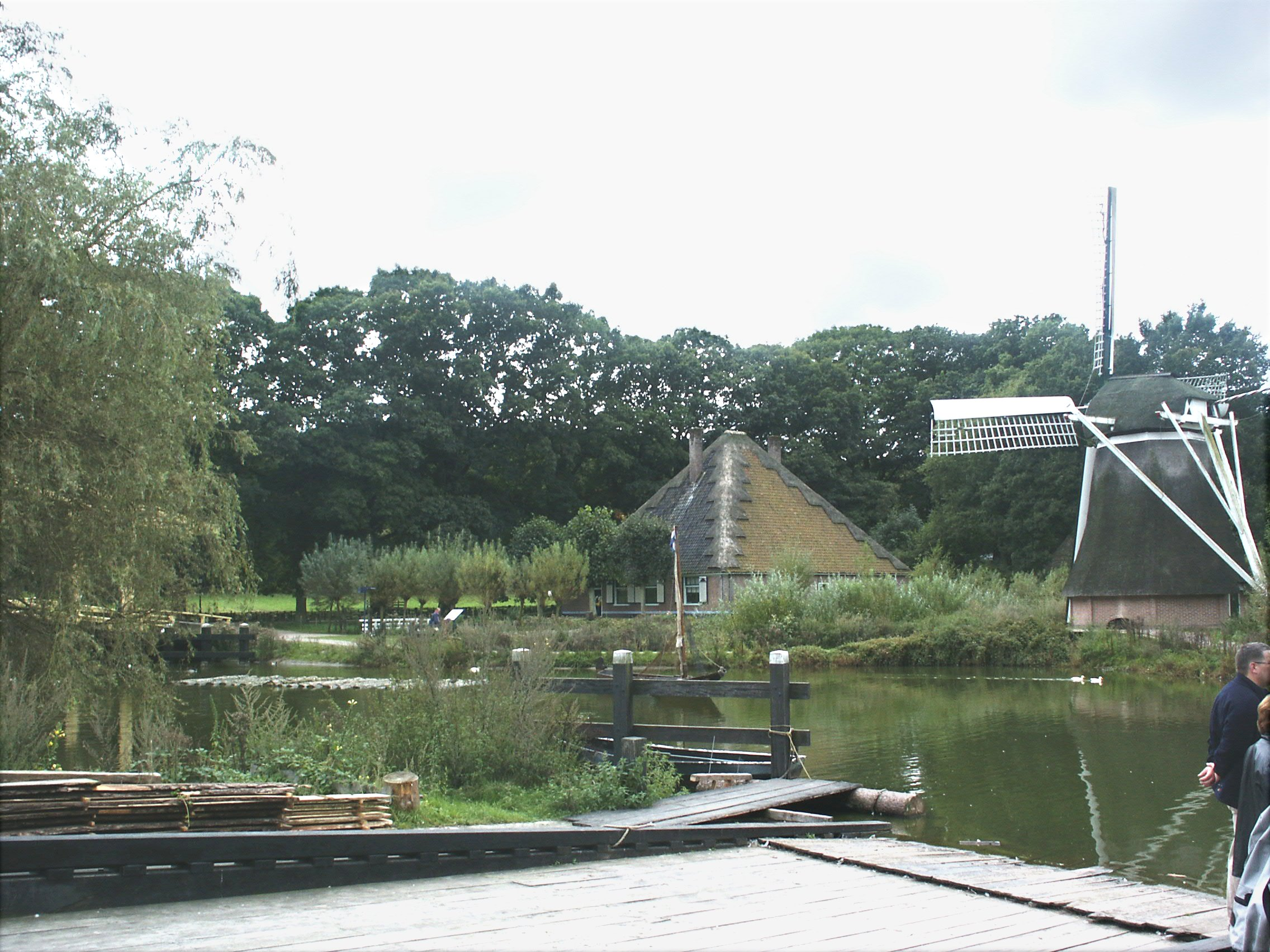
Ett parti av friluftsmuseet i Arnhem

Nederländernas friluftsmuseum (nederländska: Nederlands openluchtmuseum), är ett friluftsmuseum vid staden Arnhem i Nederländerna. Museet visar hus, gårdar och fabriksbyggnader från olika delar av Nederländerna.

## Museihistoria
Museet grundades 1912 och ligger i ett parklandskap nära Arnhem. Museiparken är 44 hektar stor och har byggnader från olika platser och från flera historiska perioder.  
År 1987 föreslog Nederländernas regering att man skulle lägga ner friluftsmuseet, men i solidaritet med museet strömmade besökare till för att se utställningarna innan de stängdes för gott. Museet fick, efter den oväntade framgången, tillåtelse att fortsätta att vara öppet, och fick en högre grad av självstyre.
Museet har en samling av dräkter och dräkttillbehör. Nya utställningar anordnades 1999 - 2000. År 2005 vann museet priset Årets museum i Europa.

## Aktiviteter
På museets område pågår demonstrationer av traditionella hantverk m.m., bl.a. pappersproduktion, linodling och ölbryggning. Produkterna säljs i museets butik.

## Gamla spårvagnar
I museet anlades ett spårvagnsspår 1996. Det är 1750 meter långt, och trafikeras av spårvagnar från Amsterdam, Arnhem, Rotterdam och Haag. Museets stolthet är en rekonstruktion av en spårvagn från Arnhem, tillverkad 1929, en GETA 76. Rekonstruktionen gjordes nära museet.

## Forskning
Museet gör hela tiden nya undersökningar om sina byggnader, och har ett stort arkiv som i många olika medier dokumenterar folklivet i Nederländerna.

## Bilder

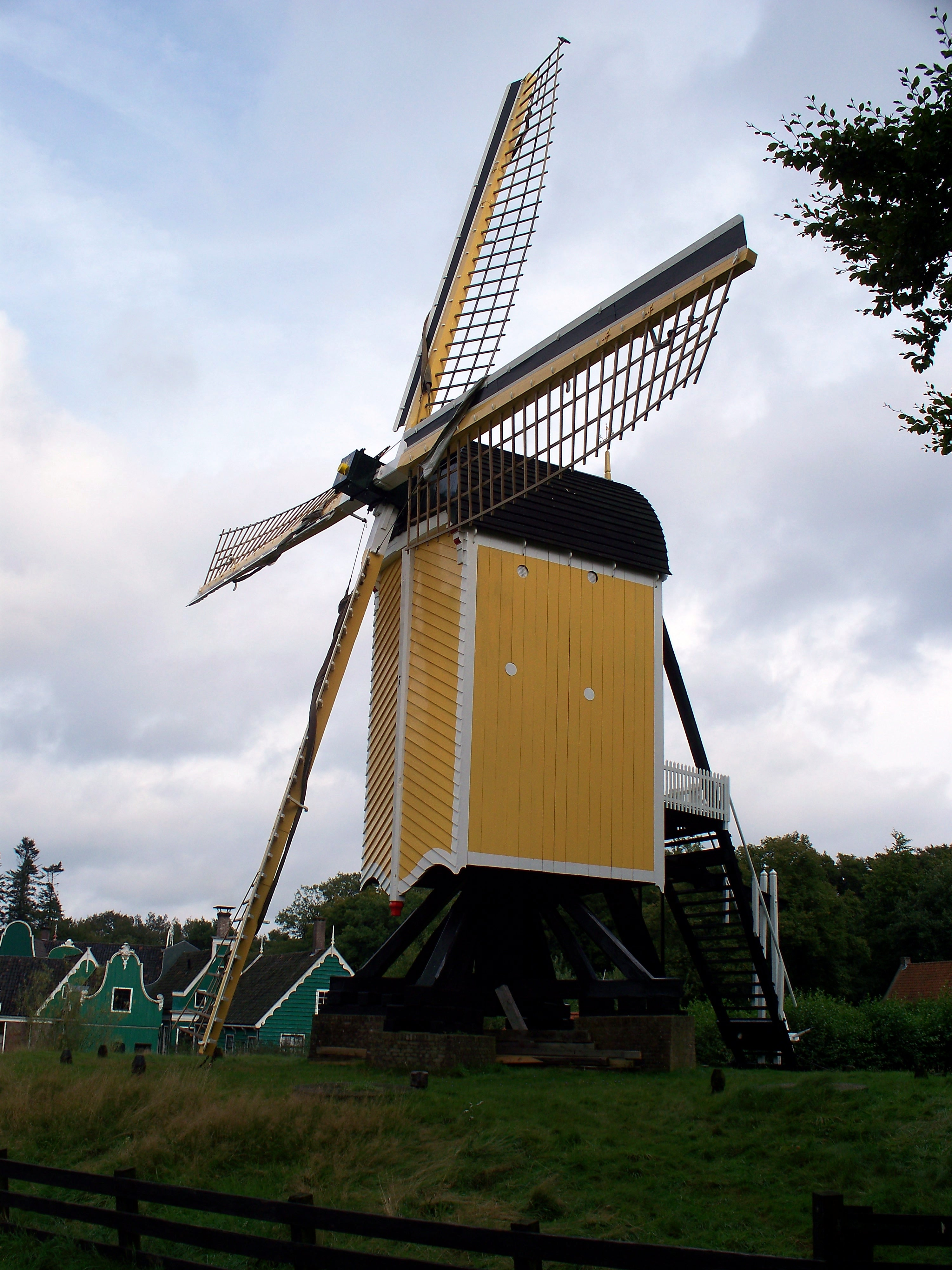
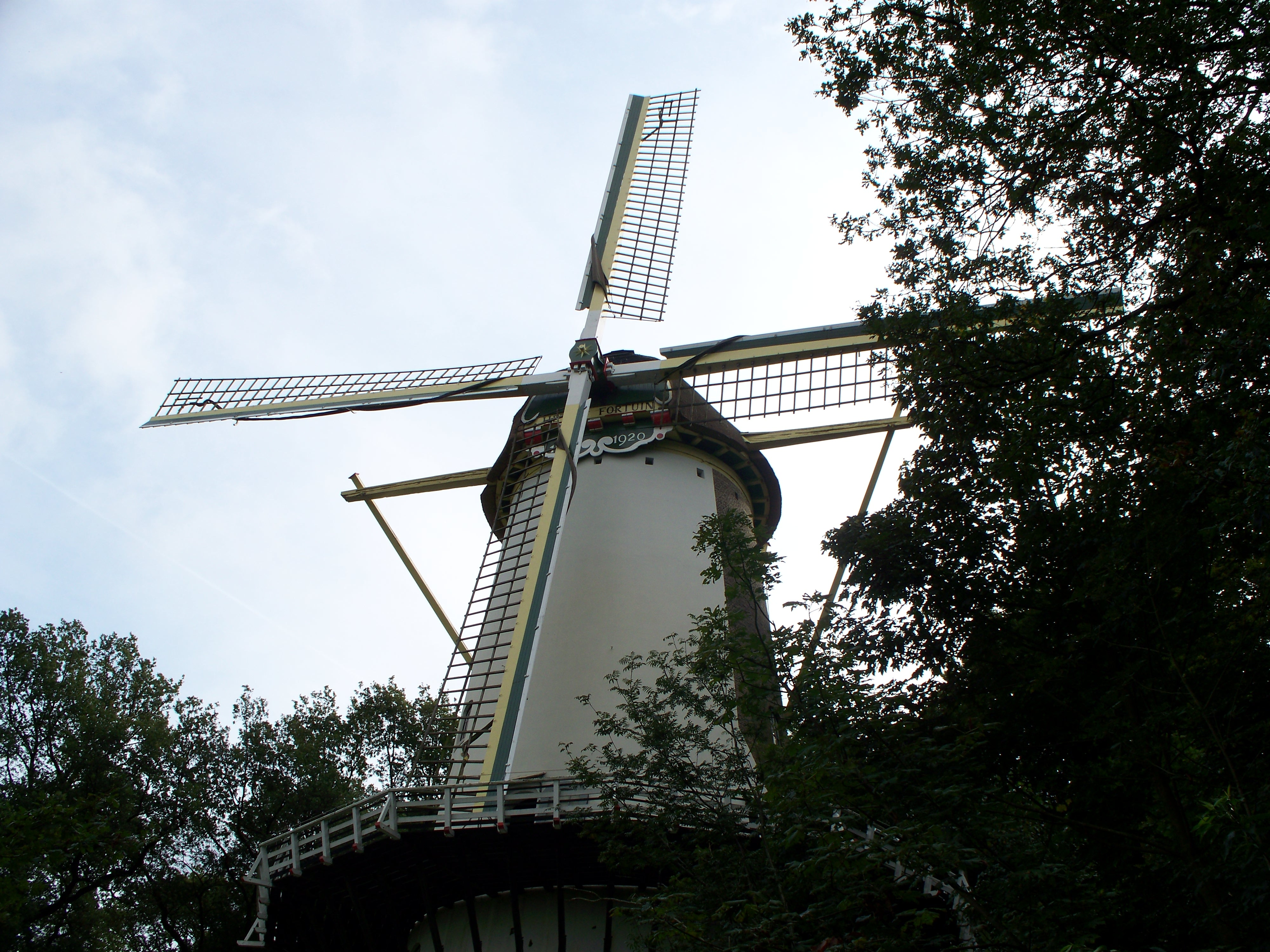
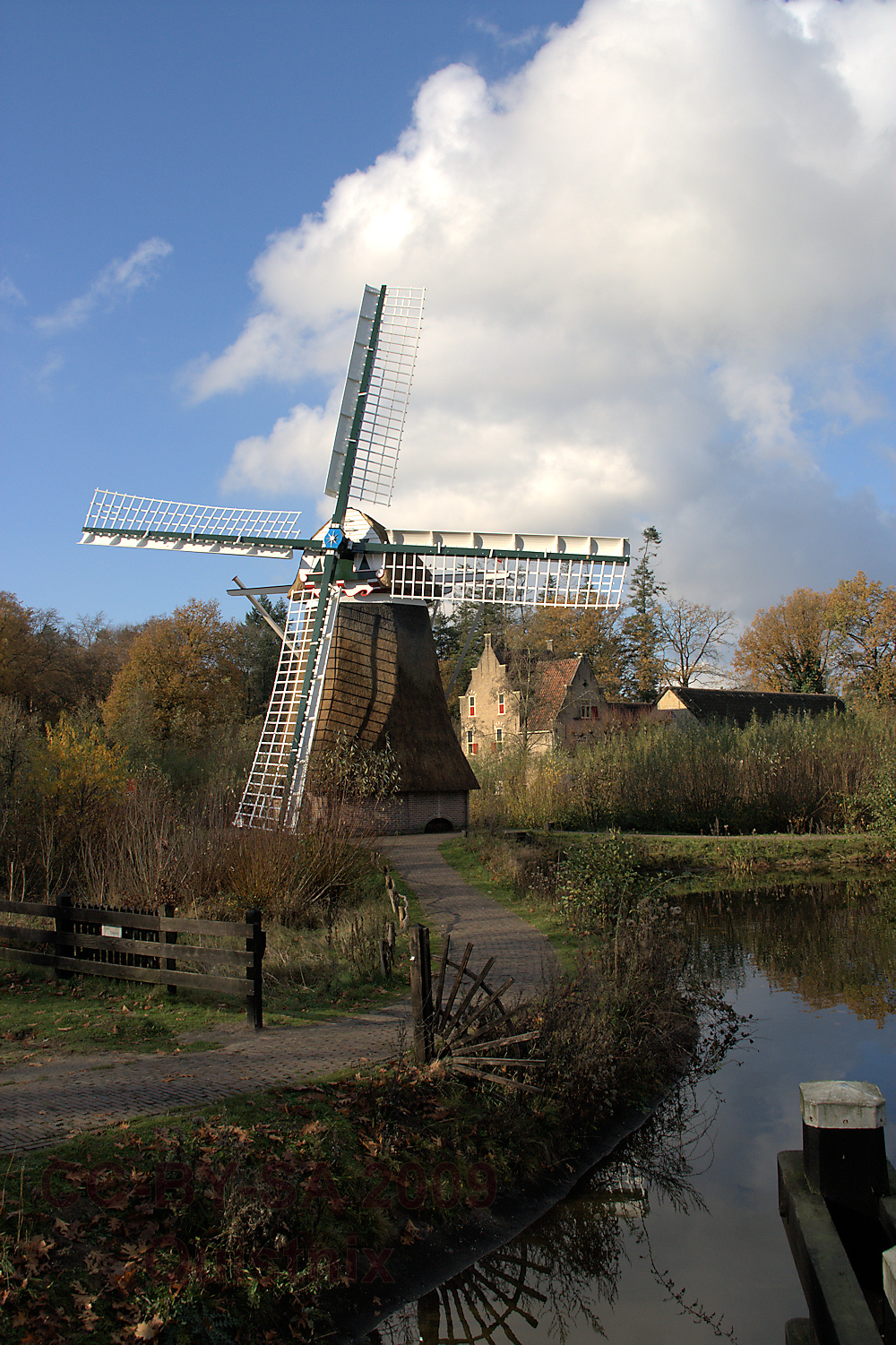
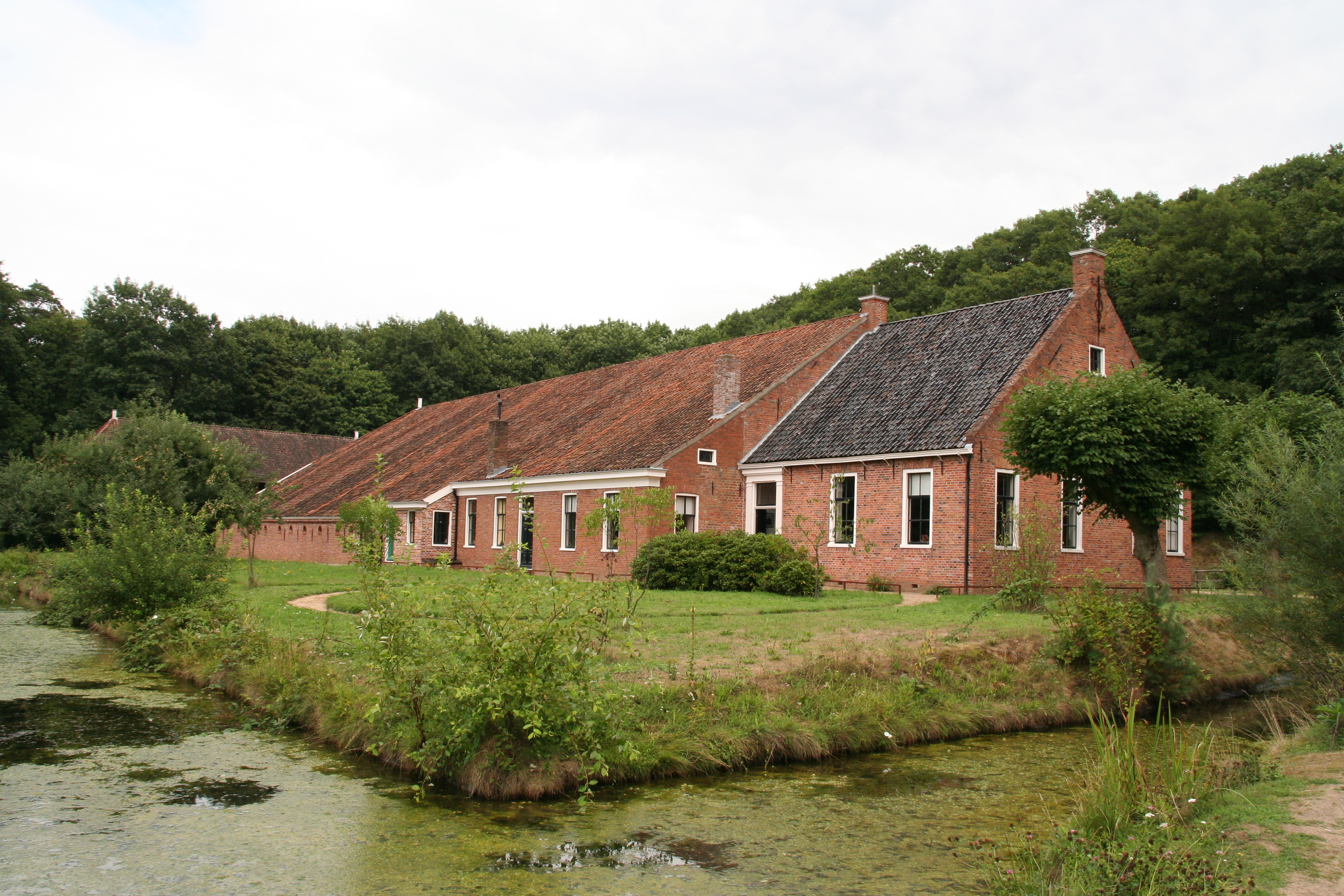
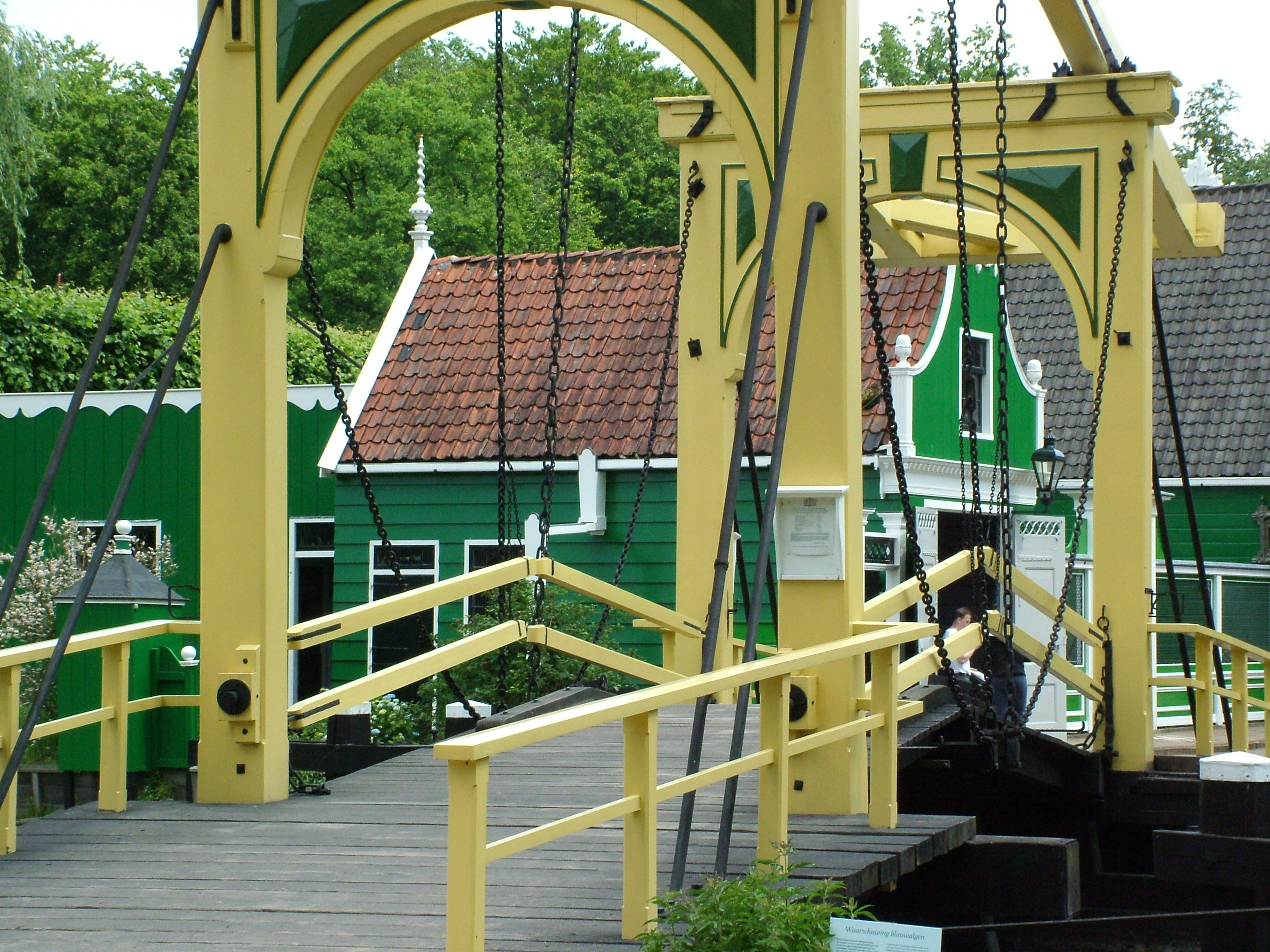
.
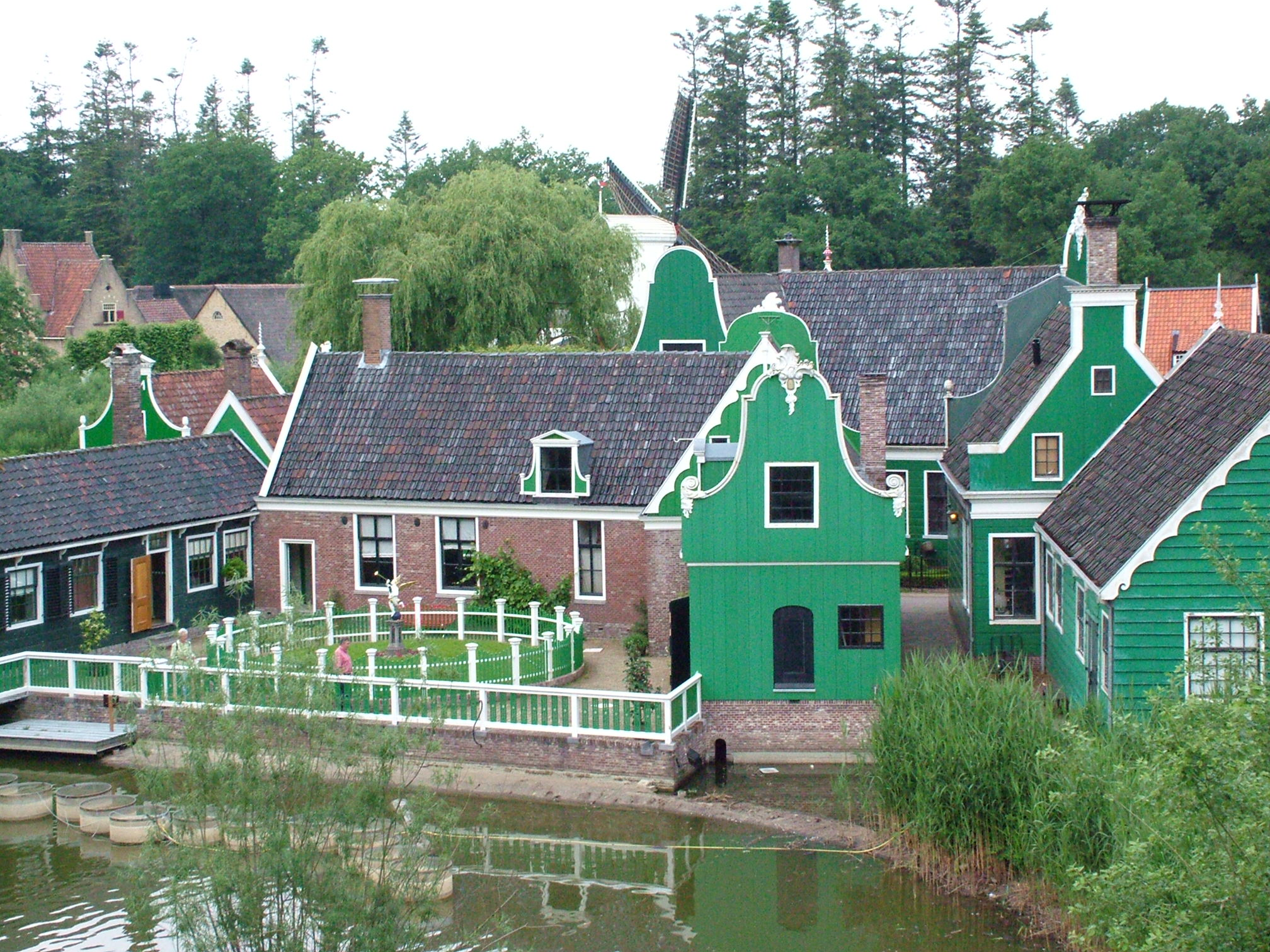
.
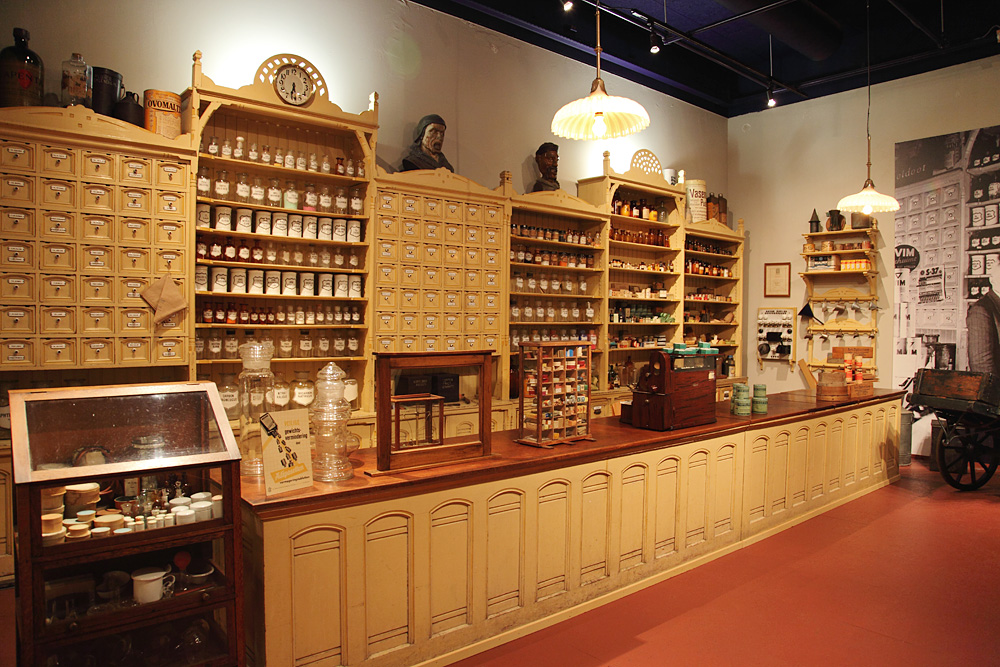
.
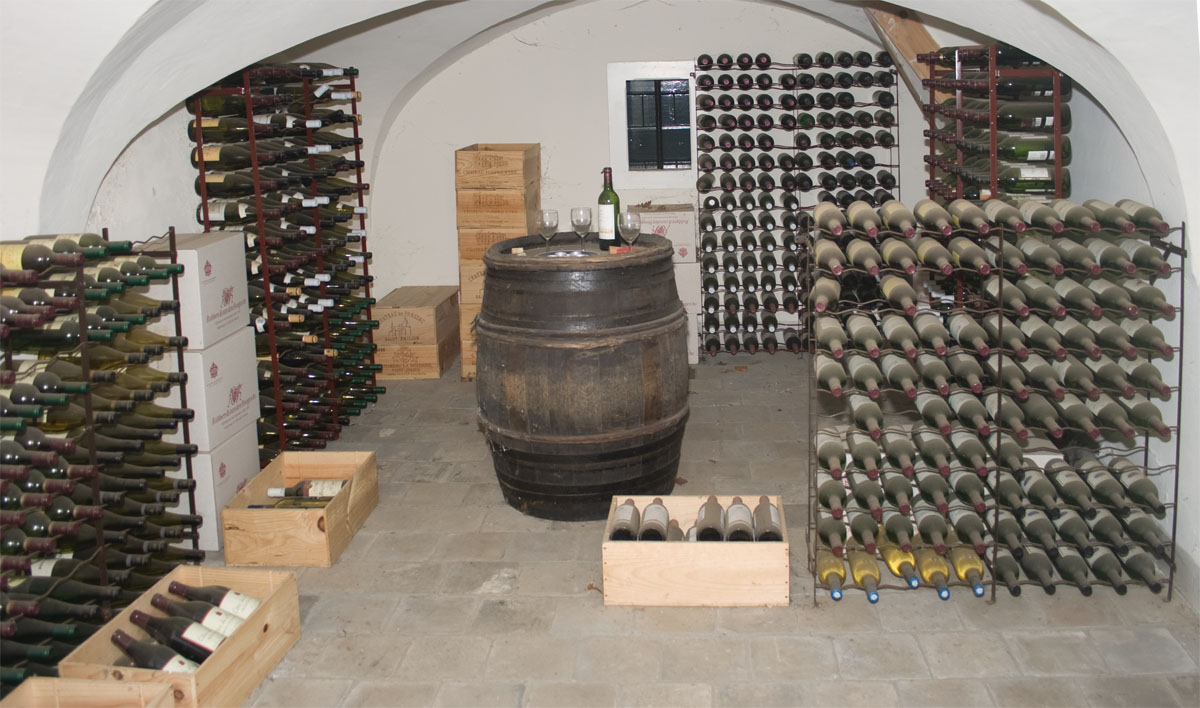
.
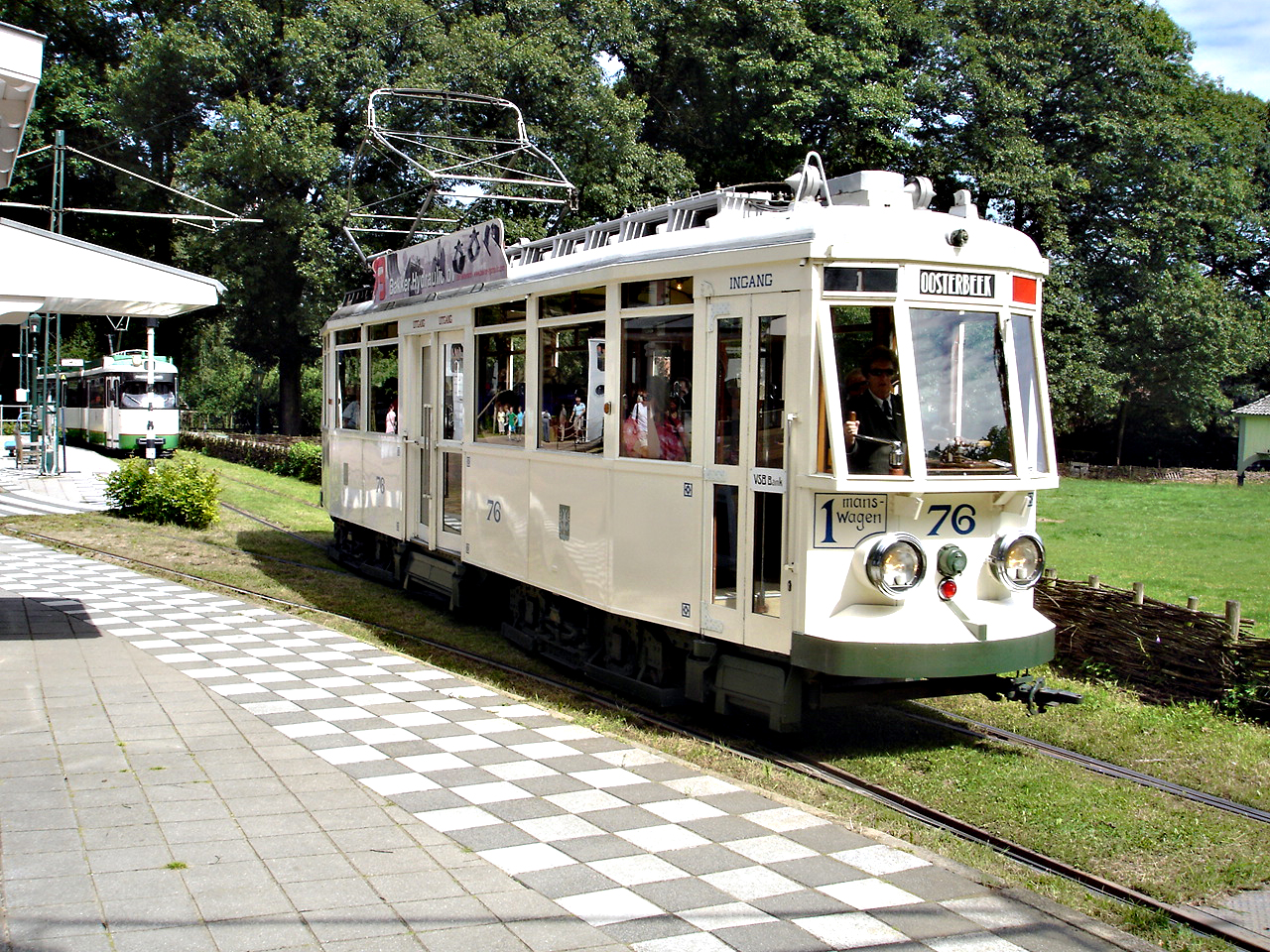
.
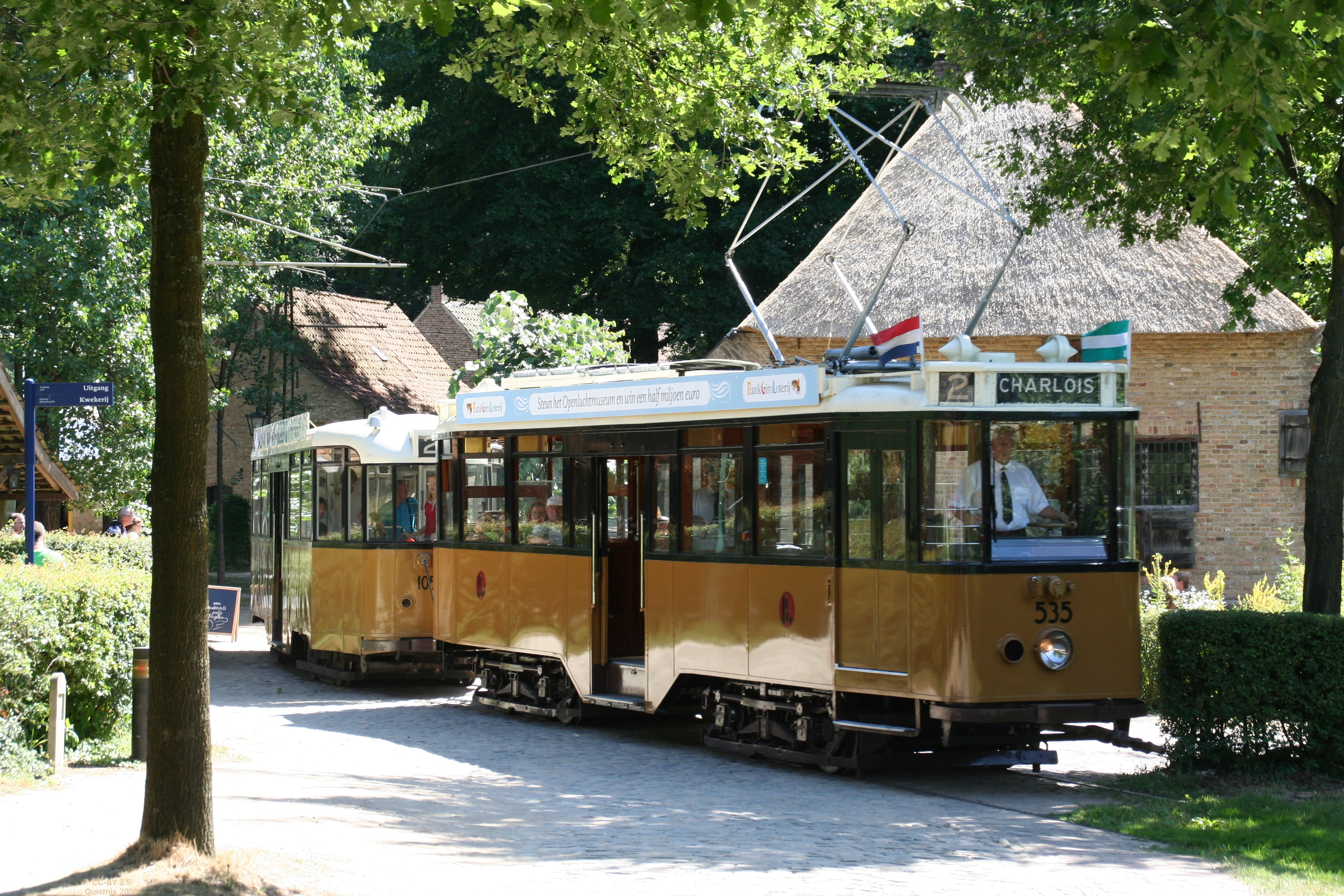
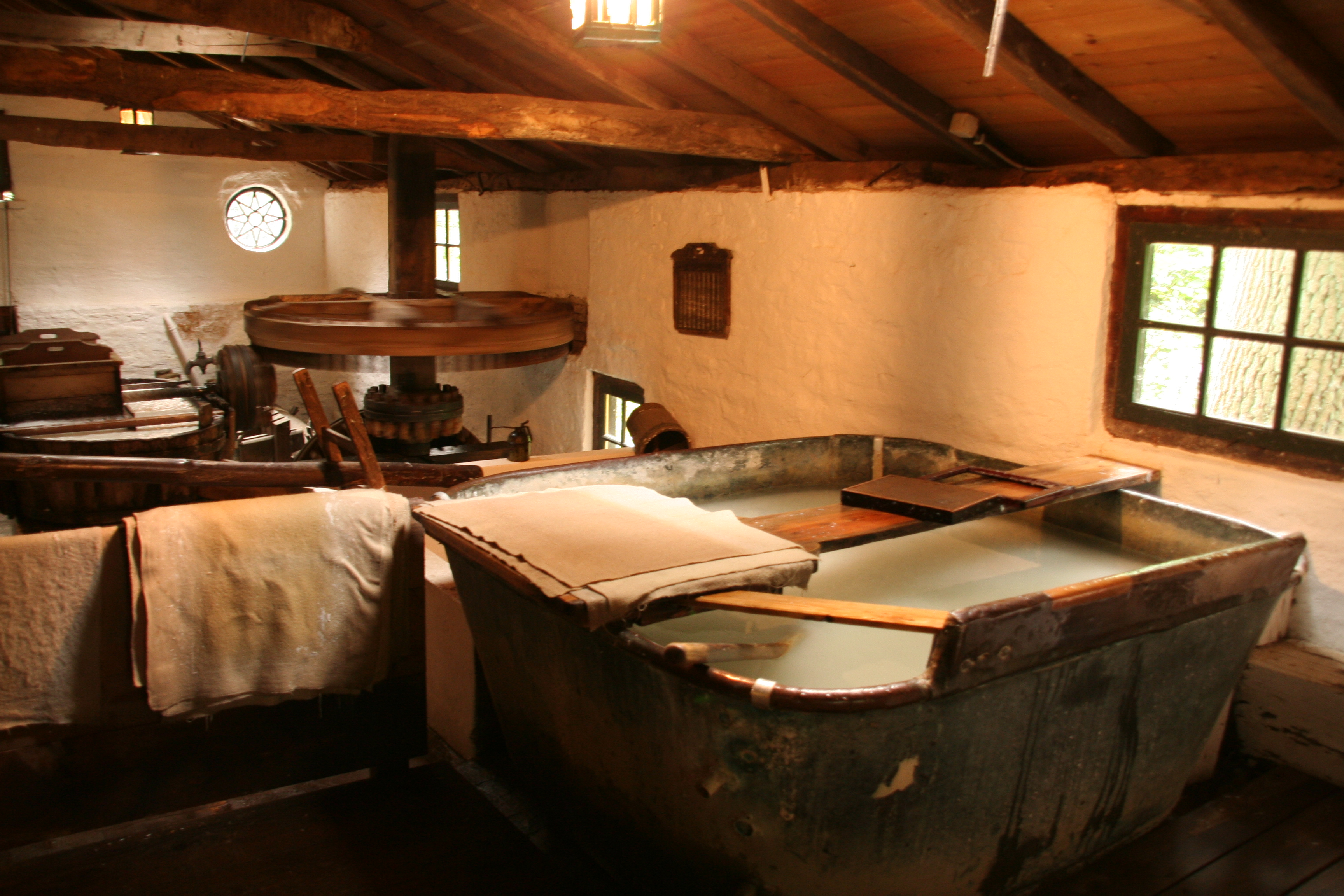

## Webbkällor
Den här artikeln är helt eller delvis baserad på material från bokmålsnorska Wikipedia.